# NUMECA
NUMECA International è una azienda leader nello sviluppo di prodotti software per l'analisi numerica nell'ambito fluidodinamico.
NUMECA ha sede a Bruxelles (Belgio) e nasce nel 1992 ad opera di Charles Hirsch, esperto in fluidodinamica computazionale.

## Prodotti
Come spin-off della Libera università di Bruxelles, NUMECA si è dedicata nel corso degli anni allo sviluppo di codici di calcolo fluidodinamico nel settore dell'analisi delle turbomacchine. In questo senso i prodotti FINE/Turbo (FINE acronimo di Flow INtegrated Enviroment) è la suite di prodotti specifici per il calcolo del flusso all'interno delle turbine, dei compressiori assiali, centrifughi mono e multistadio.
Nel corso degli anni, con la crescente richiesta di software per l'analisi CFD, NUMECA International ha sviluppato FINE/Open e FINE/Marine, prodotti dedicati rispettivamente allo studio dei flussi industriali "general purpose" e quelli aero-idrodinamici che lambiscono le imbarcazioni.
In particolar modo, FINE/Marine è stato sviluppato con la stretta collaborazione dell'École Navalesita in Nantes con la supervisione di Michel Visonneau, uno dei principali esperti nel settore della fluidodinamica nel settore nautico.